# Mineo (meteorite)
Mineo è una delle pochissime pallasiti, un tipo di meteorite, di cui sia stata osservata la caduta e una delle due sole pallasiti recuperate in Italia.

## Storia
Il 3 maggio 1826 fu osservata in Sicilia una luminosa meteora e nei pressi di una fattoria vicino Mineo (CT) fu visto cadere un oggetto seguito da un forte rumore. Dal cratere fu recuperata una massa ferrosa.

## Esemplari
Solo 42 g di questa meteorite si sono conservati nelle collezioni.